# Jean Giraudy
Pour les articles homonymes, voir Giraudy (homonymie).
Jean Giraudy, né à Bizerte en Tunisie le 4 mars 1904 et mort à Monaco le 14 février 2001, est un ancien avocat et pionnier de la publicité.

## Biographie
Il avait inventé voici plusieurs décennies le concept de "publicité routière" qui permettait à la réclame de s'afficher sur les murs des maisons ou sur le bord des routes et des chemins. Il a ainsi implanté le long de toutes les routes françaises des milliers de panneaux d'affichage pour arriver à la tête d'un des plus importants groupes publicitaires européens avec le succès qu'on sait de l'Affichage Giraudy.
C'est Jean Giraudy qui présenta à Jean-Claude Beton, le fondateur de la marque Orangina, Bernard Villemot qui dessina la totalité des affiches de 1953 à 1989. Jean Giraudy inventa alors le slogan "Orangina, mieux qu'un soda" et c'est à partir de la première affiche de 1953 que fut créé le logo encore d'actualité.
Lorsque Jean Giraudy rencontra (grâce à Monsieur Desruol du Tronçay alors propriétaire et fondateur des jus de fruit Fruidam, Société des Fruits d'Amérique) Jean-Claude Beton qui disposait de peu de moyens pour lancer sa marque, il lui proposa de ne payer sa campagne d'affichage qu'en fin d'année et suivant un tarif tenant compte de l'augmentation des volumes de vente par rapport à l'année précédente et indexé sur le prix du concentré d'orange. 
Cette marque de confiance a permis à Jean-Claude Beton de rester fidèle à Giraudy toute sa vie. À cette époque, JCDecaux ne parvint jamais à décrocher un contrat avec Orangina sauf en 1976 où JCDecaux offrit une campagne abribus gratuitement.
Il est inhumé à Paris au cimetière des Batignolles (26e division).